# Georgina Reilly
Georgina Reilly (Guildford, 12 februari 1986) is een in Engeland geboren Canadese actrice.

## Biografie
Reilly werd geboren in Guildford en op zestienjarige leeftijd emigreerde zij met haar familie naar Canada. Zij doorliep de highschool aan de Havergal College in Toronto. Zij is in 2013 getrouwd met acteur Mark O'Brien. In 2017 werden zij ouders van een dochter.
Reilly begon in 2006 met acteren in de televisieserie Beautiful People, waarna zij nog meerdere rollen speelde in televisieseries en films. Zij is vooral bekend van haar rol als dr. Emily Grace in de televisieserie Murdoch Mysteries, waar zij in 66 afleveringen speelde (2012-2017).

## Filmografie

### Films
Uitgezonderd korte films.
- 2019 Goalie - als Pat Morey
- 2015 Paradise Pictures - als Gretchen Whalon
- 2013 Stag - als Pam
- 2012 Eddie - als Lesley
- 2010 This Movie Is Broken - als Caroline
- 2008 Pontypool - als Laurel-Ann Drummond
- 2007 The Dark Room - als Whitney Allbright

### Televisieseries
Uitgezonderd eenmalige gastrollen.
- 2022-2024 Quantum Leap - als Janis Calavicci - 12 afl.
- 2019-2021 City on a Hill - als Corie Struthers - 5 afl.
- 2012-2021 Murdoch Mysteries - als dr. Emily Grace - 67 afl.
- 2020 The Baker and the Beauty - als Piper - 7 afl.
- 2018 Save the Date - als Christine - 2 afl.
- 2014 Heartland - als Charlene - 2 afl.
- 2012 The L.A. Complex - als Sabrina Taylor-Reynolds - 15 afl.
- 2009-2010 Majority Rules! - als Darcy Mankowitz - 4 afl.
- 2009 Valemont - als Melissa - 5 afl.
- 2009 Overruled! - als Julie - 4 afl.

- Bibliothèque nationale de France: cb16255586h (data)
- Gemeinsame Normdatei: 1026777542
- International Standard Name Identifier: 0000 0001 1454 7101
- Library of Congress Control Number: no2010044976
- Système universitaire de documentation: 189911883
- Virtual International Authority File: 108076132
- WorldCat: E39PBJppwpMp3kgyTkVcQgKjmd